# Extermination (jeu vidéo)
Extermination (エクスターミネーション) est un jeu vidéo de type survival horror développé par Deep Space et édité par Sony Computer Entertainment, sorti en 2001 sur PlayStation 2.

## Système de jeu
Ce jeu est a la 3eme personne, avec des armes.

## Accueil
- Jeuxvideo.com : 15/20[1]